# Fronda
Fronda este denumirea cu care se referă la o mișcare social-politică din Franța din secolul al XVII-lea, care a dus la o serie de războaie civile între anii 1648 și 1653, ce au avut loc în mijlocul Războiului Franco-Spaniol, care începuse în 1635. Regele Ludovic al XIV-lea s-a confruntat cu opoziția prinților, a nobilimii, a tribunalelor (parlement) și a majorității francezilor, uniți, pe care regele până la urmă i-a învins. Disputa a început când guvernul Franței a emis șapte edicte fiscale, dintre care șase urmau să crească impozitarea. Parlamentele s-au opus și au pus sub semnul întrebării constituționalitatea acțiunilor regelui și au încercat să-i modifice puterile atribuite.
Fronda a fost împărțită în două campanii: Fronda Parlementară și Fronda Prinților. Momentul izbucnirii Frondei Parlementare, imediat după Pacea de la Westfalia (1648), care a pus capăt Războiului de Treizeci de Ani, a fost semnificativ. Nucleele formațiilor armate care au terorizat părți din Franța sub liderii aristocratici în această perioadă au fost întărite mulțumită unei generații de războinici ce au luptat în Germania, unde trupele încă mai aveau tendința de a opera în mod autonom. Ludovic al XIV-lea, fiind încă un tânăr conducător când a fost luat prin surprindere de Frondă, a reorganizat forțele de luptă franceze sub o ierarhie mai strictă, ale cărei conducători puteau fi nominați sau alungați de către rege. Cardinalul de origine italiană Mazarin la început s-a găsit în dificultate, dar a ieșit învingător la final. Fronda a reprezentat ultima încercare a nobilimii franceze de a lupta cu regele, care a fost supusă la final de el. Pe termen lung, Fronda a servit pentru consolidarea autorității regale, dar a slăbit economia, și cel mai important, a facilitat apariția Monarhiei Absolute.

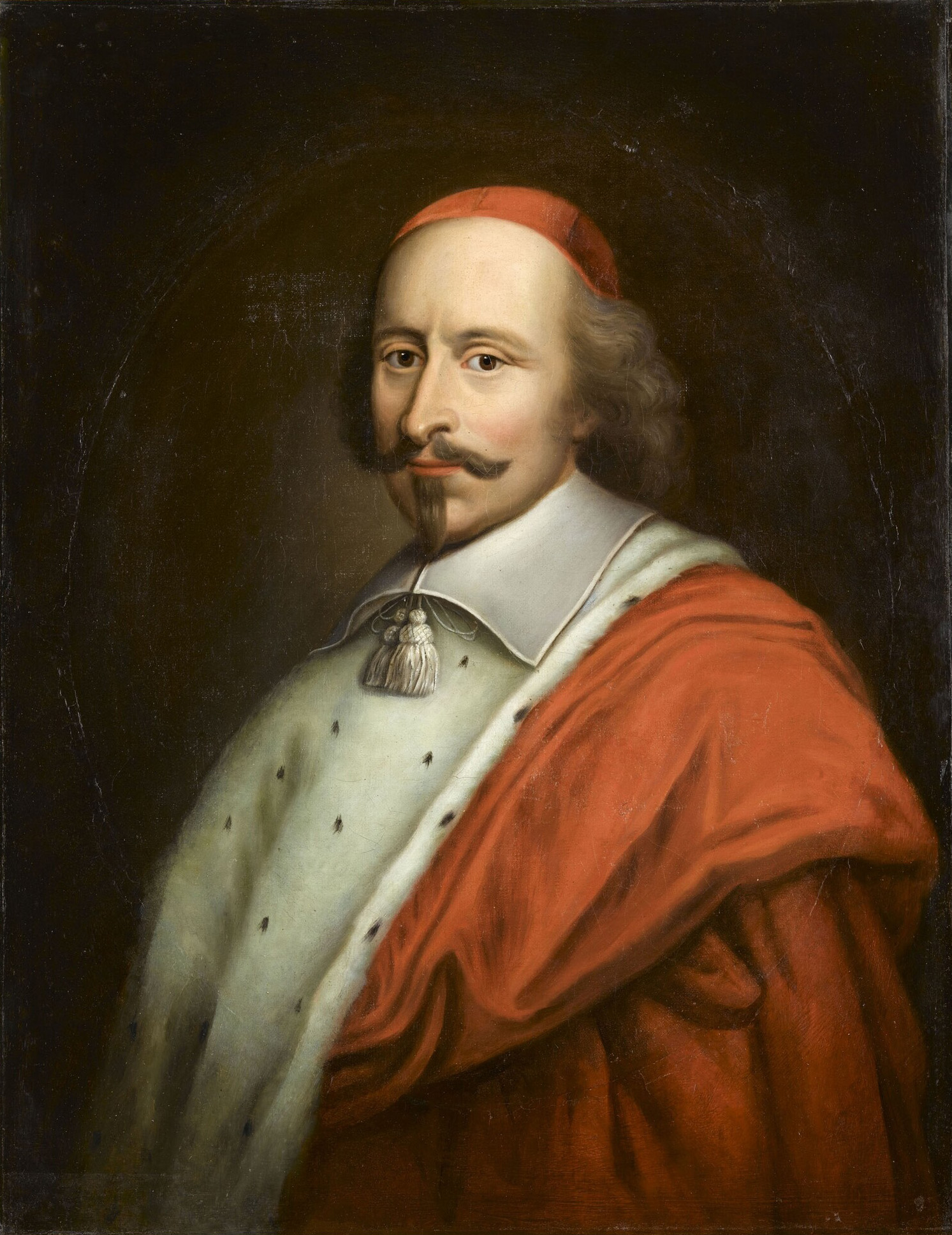
Cardinalul Mazarin, portret probabil pictat de Mathieu Le Nain.

## Numele
Cuvântul francez fronde înseamnă „praștie”; mulțimea pariziană a folosit praștii pentru a zdrobi geamurile susținătorilor cardinalului Mazarin.

## Începutul
Insurecția nu a început cu obiective revoluționare; a avut drept scop protejarea vechilor libertăți împotriva atacurilor regale și apărarea drepturilor consacrate ale parlamentelor - în Franța acestea erau niște curți de apel, mai degrabă decât organe legislative ca în Anglia - și în special dreptul Parlamentului de la Paris de a limita puterea regelui prin refuzul înregistrării decretelor care erau împotriva obiceiului. Libertățile atacate au fost cele feudale, nu ale persoanelor, ci ale orașelor, unde au fost apărate prerogativele acordate birourilor în cadrul varietăților juridice al intereselor locale și al identităților provinciale din care era compusă Franța. La sfârșit, Fronda a oferit un stimulent pentru instaurarea absolutismului regalist, deoarece tulburările au discreditat în cele din urmă conceptul feudal de libertate.
Presiunea care vedea libertățile tradiționale sub amenințare venea sub forma unor impozite extinse și crescute, întrucât Coroana avea nevoie de aceastea pentru a se reveni de la cheltuielile din ultimele războaie. Costurile Războiului de Treizeci de Ani (1618-1648) au constrâns guvernul lui Mazarin să strângă fonduri prin mijloace tradiționale, așa-numitele impôts, apoi taille (taxele plătite de către țărănimea franceză și non-nobilii) și uneori aides. Nobilimea a refuzat să fie atât de impozitată, pe baza vechilor libertăți sau privilegii, iar povara taxelor a căzut asupra burgheziei.
Mișcarea a degenerat curând în facțiuni, dintre care unele au încercat să-l răstoarne pe Mazarin și să inverseze politicile predecesorului său, Cardinalul Richelieu (în funcție în anii 1624-1642), care a preluat puterea Coroanei de la marii nobili feudali, unii dintre care au devenit conducătorii Frondei. Când Ludovic al XIV-lea a devenit rege în 1643, el era doar un copil și, deși Richelieu murise cu un an înainte, politicile sale au continuat să domine viața franceză, sub succesorul său, cardinalul Mazarin. Majoritatea istoricilor consideră că insistența ulterioară a lui Ludovic asupra stăpânirii absolutiste și privarea nobilimii de putere reală a fost un rezultat al acestor evenimente din copilăria sa. Termenul frondeur a fost folosit mai târziu pentru a se referi la oricine sugerea că puterea regelui ar trebui limitată, iar astăzi se folosește în limba franceză pentru a se referi la oricine care arată insubordinare sau se implică în critici cu privire la puterile existente.

## Prima Frondă,Fronda Parlamentară(1648–1649)
În luna mai din 1648, o taxă percepută pe ofițerii judiciari din Parlementul de la Paris a provocat nu doar refuzul total, ci și o condamnare a edictelor financiare anterioare și o cerere pentru acceptarea unui sistem de reforme constituționale încadrat de un comitet unit al parlamentului (Chambre Saint-Louis), compusă din membrii ai tuturor instanțelor suverane din Paris.
Evidența militară a Frondei Parlementare este aproape goală. În august 1648, simțindu-se întărit de vestea victoriei Prințului de Condé la Lens (20 august 1648), Mazarin a arestat brusc liderii parlementului, după care Parisul a izbucnit în insurecție și a baricadat străzile.
Facțiunea nobilă a cerut convocarea unei adunări a Stărilor Generale (ultima dată a fost convocate în 1615). Nobilii credeau că prin acestea puteau continua să controleze elementul burghez așa cum au putut în trecut.
Facțiunea regală, neavând o armată la dispoziție imediată, a trebuit să elibereze prizonierii și să promită reforme - în noaptea de 22 octombrie facțiunea a fugit din Paris. Însă semnarea Franței pentru Pacea Westfalică (Tratatul de la Münster, 24 octombrie 1648) a permis armatei franceze să se întoarcă în țară, iar până în ianuarie 1649, Condé a pus Parisul în asediu. Cele două părți au semnat Pacea de la Rueil (11 martie 1649) după ce s-a vărsat puțin sânge. Parizienii, deși încă anti-cardinaliști (așa cum au fost mereu), refuzaseră să ceară ajutorul spaniolilor, așa cum propuneau adepții sub Armand de Bourbon, Prinț de Conti și neavând nicio perspectivă de succes militar fără un astfel de ajutor, facțiunea nobilimii s-a prezentat guvernului și a primit concesii.

## A doua Frondă,Fronda Prinților(1650–1653)
De atunci, Fronda a devenit o poveste de intrigi, cu lupte ezitante într-o încaierare pentru putere și controlul patronatului, pierzând toate urmele primei sale faze constituționale. Liderii erau prinții și nobili nemulțumiți: Gaston, Duce de Orléans (unchiul regelui); marele Ludovic al II-lea, Prințul de Condé și fratele său Armand de Bourbon, Prinț de Conti; Frédéric Maurice de La Tour d'Auvergne, Duce de Bouillon și fratele său Henri de la Tour d'Auvergne, Viconte de Turenne. La acest grup trebuie adăugată fiica lui Gaston, Mademoiselle de Montpensier (La grande Mademoiselle); Sora lui Condé, Anne Genevieve de Bourbon, Ducesă de Longueville; Madame de Chevreuse; și intrigatul astut Jean François Paul de Gondi, viitorul cardinal de Retz. Operațiunile militare au căzut în mâna unor mercenari experimentați de război, conduși de doi generali mari, și mulți alții mai puțin importanți.

### Ianuarie 1650-decembrie 1651
Pacea de la Rueil a durat până la sfârșitul anului 1649. Prinții, primiți încă o dată la tribunal, și-au reînnoit intrigile împotriva lui Mazarin. Acesta, la 14 ianuarie 1650, după ce a ajuns la o înțelegere cu Monsieur Gondi și Madame de Chevreuse, a arestat brusc Condé, Conti și Longueville. De data aceasta, Turenne, mereu cel mai loial militar de pe vremea sa, a fost cel care a condus rebeliunea armată. Ascultând îndemnurile lui Madame de Longueville, a decis să-și salveze frații, în special Condé, vechiul său tovarăș în luptele de la Freiburg și Nördlingen.
Turenne spera să facă acest lucru cu asistența spaniolilor; o puternică armată spaniolă a fost adunată la Artois sub Arhiducele Leopold Wilhelm, guvernatorul general al Țărilor de Jos Spaniole. Totuși, țăranii s-au ridicat împotriva invadatorilor; armata regală din Champagne se afla în mâinile capabile ale lui Caesar de Choiseul, comte du Plessis-Praslin, având vârsta de 52 de ani și 36 de experiență de război; mica cetate Guise a rezistat cu succes atacului Arhiducelui.
La acel moment, Mazarin a apelat la armata lui Plessis-Praslin pentru a supune rebeliunea din sud, forțând Generalul Regal să se retragă. Atunci Arhiducele Leopold Wilhelm a decis că a cheltuit destul din banii și oamenii regelui Spaniei în conflictul francez. Armata lui s-a retras pentru a ierna și l-a lăsat pe Turenne cu o mulțime de frondeurs și loreni. Plessis-Praslin prin forță și luare de mită a asigurat predarea orașului Rethel la 13 decembrie 1650, iar Turenne, care avansase pentru eliberarea locului, s-a retras înapoi în grabă. În orice caz, Prințul a fost un adversar bun, Plessis-Praslin și Mazarin însuși, care însoțeau armata, au avut multe îngrijorări cu privire la rezultatul unei bătălii pierdute. Mareșalul a ales totuși să-l forțeze pe Turenne să ia o decizie, iar bătălia de la Blanc-Champ (lângă Somme-Py) sau Rethel a fost consecința.
Ambele părți s-au oprit în poziții puternice, Plessis-Praslin îndoielnic de încrederea cavaleriei sale, dar Turenne era prea slăbit pentru a ataca, când a apărut o dispută pentru prioritate între Gardes Françaises și regimentul picard. Infanteria regală a trebuit să fie reorganizată în ordinea vechimii regimentale, iar Turenne, văzând și dorind să profite de tulburarea inamicului, a ieșit din cetatea sa și a atacat cu cea mai mare vigoare. Bătălia (15 decembrie 1650) a fost severă și pentru o vreme îndoielnică, însă Frondeurs-ii lui Turenne au cedat până la urmă, iar armata sa a încetat să mai existe. Turenne însuși, nemaivăzut cu privire la rolul pe care îl juca în dramă, a cerut și a primit iertarea tânărului rege, iar între timp Curtea Regală, cu maison du roi și alte trupe loiale, a supus răscoalele minore fără probleme. (Martie – aprilie 1651).
Condé, Conti și Longueville au fost eliberați, iar până în aprilie 1651, revolta avuse sfârșit peste tot. Au urmat apoi câteva luni de pace și Curtea Regală s-a întors la Paris. Mazarin, obiect de ură față de toți prinții, se retrasese deja în exil. Absența lui a lăsat câmpul liber pentru gelozii reciproce, iar pentru restul anului anarhia a domnit în Franța.

### Decembrie 1651-februarie 1653
În decembrie 1651, Cardinalul Mazarin s-a întors în Franța cu o armată mică. Războiul a început din nou și de data aceasta Turenne și Condé au fost puși unul împotriva celuilalt.
După această campanie, războiul civil a încetat, dar în alte câteva campanii ale Războiului Franco-Spaniol care a urmat, cei doi mari militari s-au opus unul altuia, Turenne în calitate de apărător al Franței, Condé ca invadator spaniol.
Noi frondeurs au apărut la Guyenne (februarie-martie 1652), în timp ce aliatul lor spaniol, Leopold Wilhelm, a capturat diverse cetăți în Nordul Franței. Pe Loara, unde centrul de greutate al armatei a fost transferat curând, frondeurs-ii au fost comandați de niște prinți ațâțători de război, până la sosirea lui Condé de la Guyenne. Conducerea lui îndrăzneață s-a făcut simțită la Bătălia de la Bléneau (7 aprilie 1652), în care o parte din armata regală a fost distrusă; dar trupele noi au venit să se opună lui. Din dispozițiile iscusite făcute de adversarii săi, Condé a simțit prezența lui Turenne și a întrerupt acțiunea. Armata regală a procedat la fel. Condé l-a invitat la cină pe comandantul de gardă lui Turenne, l-a tachinat fără milă pentru că i-a permis oamenilor prințului să-l surprindă dimineața și, la rămas-bun, a remarcat oaspetelui său: „Quel dommage que de braves gens comme nous se coupent la gorge pour un faquin" („Ce păcat că noi oameni buni ne tăiem gâtul unul la altul pentru un derbedeu") - o remarcă care arăta aroganța feudală care a dus ironic la absolutismul de fier al lui Ludovic al XIV-lea.

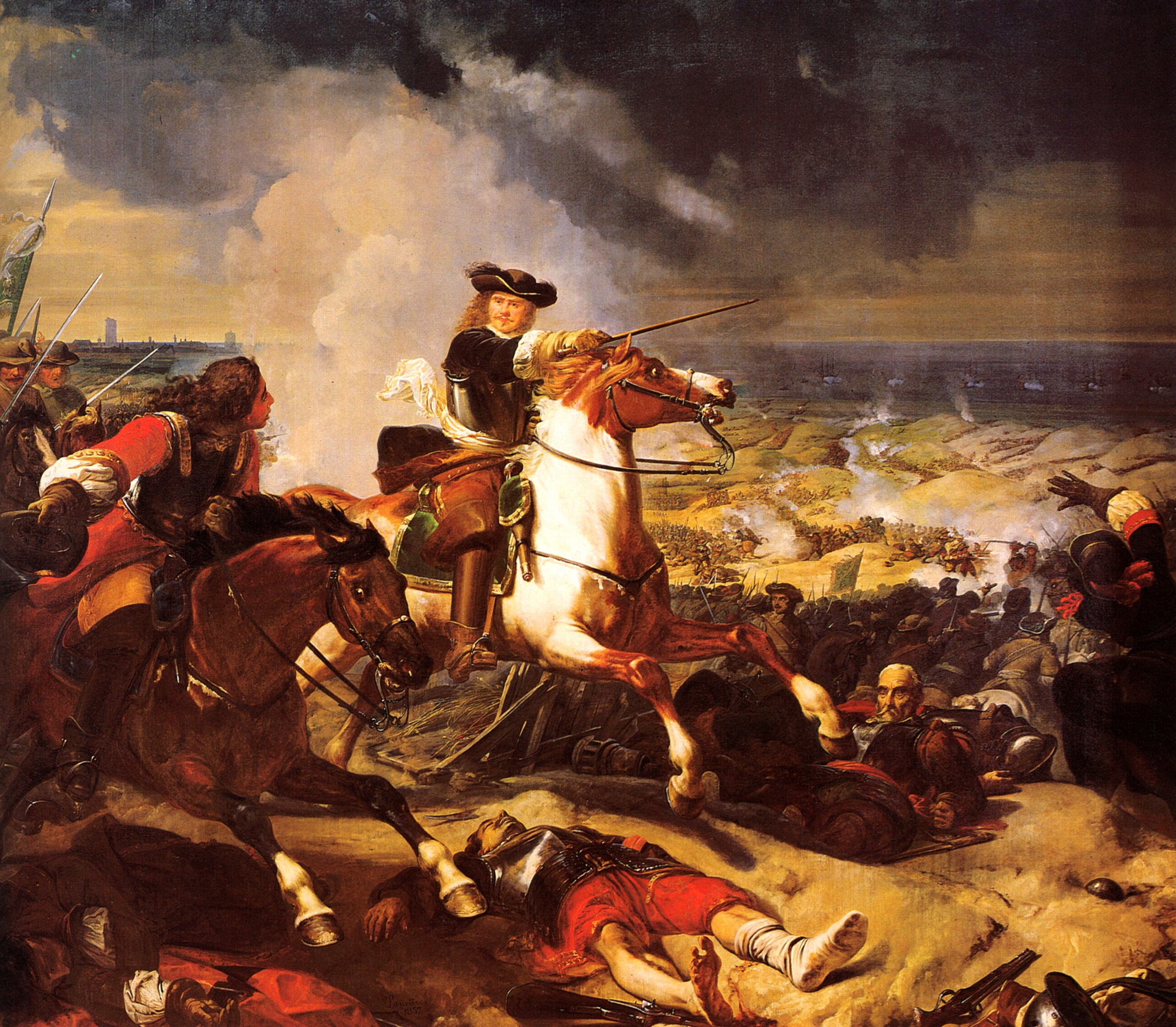
Bătălia Dunelor, 1658

După Bléneau, ambele armate au mers la Paris pentru a negocia cu parlementele, în timp ce Arhiducele lua mai multe fortărețe în Flandra iar Carol al IV-lea, duce de Lorena, cu o armată de mercenari jefuitori, a pornit prin Champagne pentru a se alătura lui Condé . În ceea ce-l privește pe acesta din urmă, Turenne a manevrat pe lângă Condé și s-a impus în fața mercenarilor, iar liderul lor, nevrând să-și sacrifice oamenii împotriva vechii regimente franceze, a consimțit să plece în schimbul unei plăți de bani și două mici fortărețe în Lorena.
După mai multe manevre armata regală a fost capabilă să blocheze frondeurs-ii la Faubourg Saint-Antoine (2 iulie 1652) cu spatele lor la porțile închise ale Parisului. Regaliștii au atacat de-a lungul liniei și au obținut o victorie zdrobitoare, în ciuda priceperii cavalerești a prințului și a marilor săi domnitori, dar în momentul critic, fiica lui Gaston i-a convins pe parizieni să deschidă porțile și să admită armata lui Condé. Un guvern insurecționist a apărut la Paris și l-a proclamat pe domnul locotenent general al tărâmului. Mazarin, considerând că opinia publică era solid împotriva lui, a părăsit din nou Franța, iar burghezii din Paris, certându-se cu prinții, i-au permis regelui să intre în oraș la 21 octombrie 1652. Mazarin a revenit neopus în februarie 1653.

## Războiul Franco-Spaniol (1635–1659)

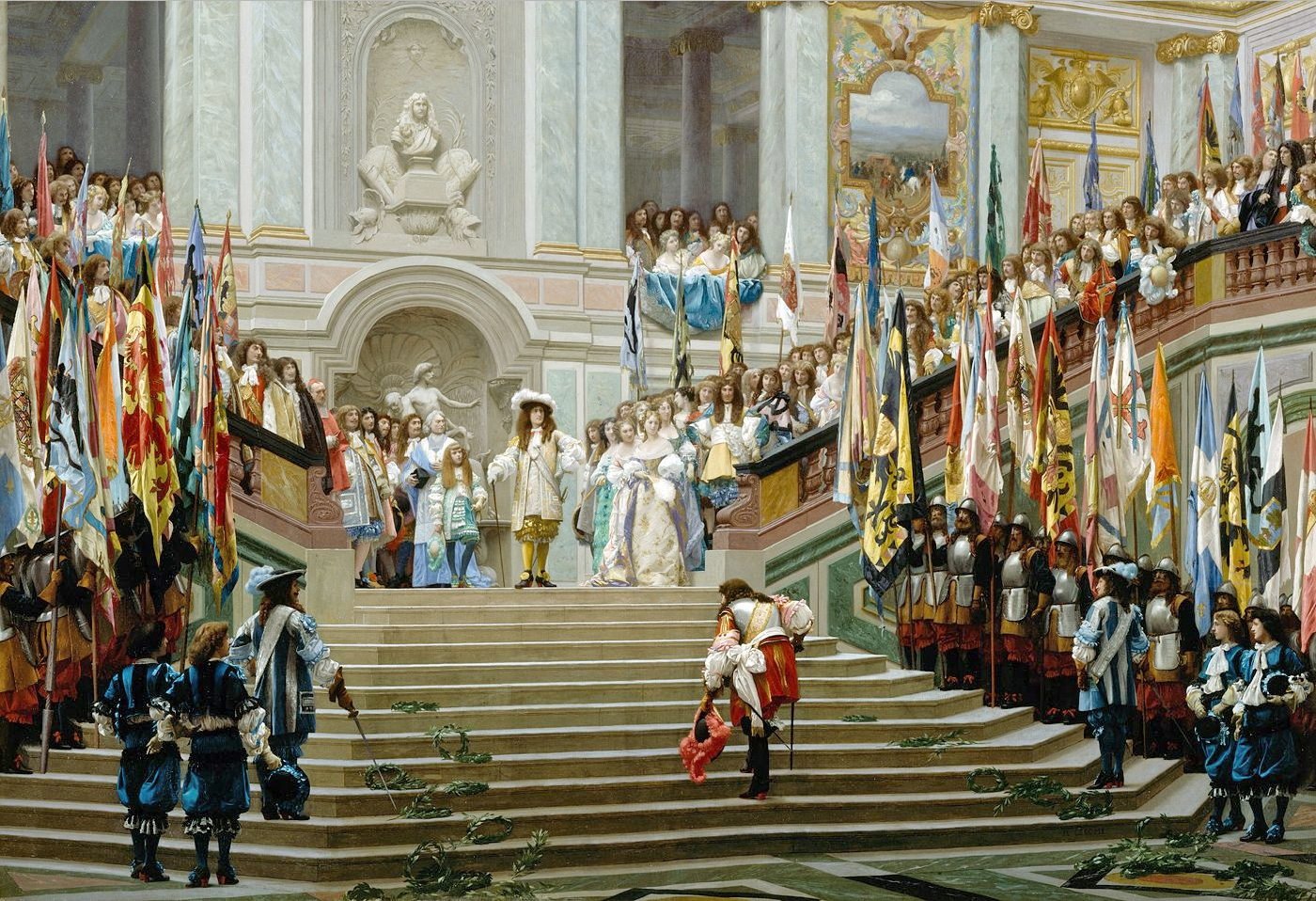
Primirea Marelui Condé la Versailles în urma victoriei sale la Seneffe. Marele Condé înainta spre Ludovic al XIV-lea într-o manieră respectuoasă cu coroane de laur pe calea sa, în timp ce steagurile inamice capturate sunt afișate pe ambele părți ale scărilor. Acest eveniment a marcat sfârșitul exilului lui Condé, în urma participării sale la Frondă.

Fronda ca război civil era acum terminată definitv. Întreaga țară, copleșită de anarhie și dezgust față de prinți, a ajuns să privească partidul regelui ca cel al ordinii și al guvernului stabilit și astfel Fronda a pregătit calea pentru absolutismul lui Ludovic al XIV-lea. Războiul general a continuat în Flandra, Catalonia și Italia, oriunde niște oști franceze și spaniole erau față în față, iar Condé, cu restul armatei sale, a intrat sfidător în serviciul regelui Spaniei. Această „Frondă spaniolă” a fost aproape pur și simplu o aventură militară.
În 1653, Franța era atât de distrusă, încât nici invadatorii, nici apărătorii nu au putut să adune provizii până în iulie. La un moment dat, în apropiere de Péronne, Condé l-a avut pe Turenne într-un dezavantaj serios, dar n-a putut să-l galvanizeze pe generalul spaniol, Contele Fuensaldaña, care era mai solicitat să-și păstreze soldații stăpânului său decât să-l stabilească pe Condé, iar armatele s-au despărțit din nou fără luptă. În 1654 incidentul principal a fost Asediul de la Arras, unde au învins trupele lui Turenne.
În 1655 Turenne a capturat cetățile Landrecies, Castelul Condé și Saint-Ghislain. În 1656, Prințul de Condé răzbună înfrângerea de la Arras prin atacarea circumvalației lui Turenne în jurul orașului Valenciennes (16 iulie), dar Turenne și-a scos forțele în bună ordine. Campania din 1657 a fost fără evenimente importante și trebuie amintită doar pentru că un corp de 6.000 de oameni din infanteria engleză, trimisă de Oliver Cromwell însuși în urma tratatului său de alianță cu Mazarin, a luat parte la ea. Prezența contingentului englez și scopul său foarte definit de a face din Dunkerque (Dunkirk în engleză) un nou Calais ce trebuia să fie deținut de Anglia pentru totdeauna, a dat următoarei campanii un caracter de certitudine și de decizie care era absent în întregime în restul războiului. Dunkerque a fost asediată prompt și în mare forță, iar când Juan José de Austria și Condé au apărut cu armata condusă din Fumes, Turenne a avansat îndrăzneț să-i întâlnească. Bătălia Dunelor, luptată la 14 iunie 1658, a fost prima adevărată scoatere la evidență a forței partecipanților după Bătălia de la Faubourg St Antoine. În cele din urmă, Condé s-a retras cu pierderi grele.
Aici „Tunicile Roșii” și-au făcut prima apariție pe un câmp de luptă continental, sub conducerea lui Sir William Lockhart, ambasadorul lui Cromwell la Paris. Aceste trupe au uimit ambele părți pentru ferocitatea încăpățânată a atacurilor de care erau capabile. Dunkirk a căzut și a fost predat Protectoratului Englez, așa cum a fost promis, astfel aici a zburat Crucea Sfântului Gheorghe până când Carol al II-lea al Angliei a vândut acest oraș-port regelui Franței în 1662.
A urmat o ultimă campanie dezolantă în 1659 - cel de-al douăzeci și cincilea an de conflict dintre Franța și Spania, care a început în timpul Războiului de Treizeci de Ani - iar Pacea de la Pirenei a fost semnată pe 5 noiembrie. La 27 ianuarie 1660, prințul a cerut și a obținut la Aix-en-Provence iertarea lui Ludovic al XIV-lea. Carierele de mai târziu ale lui Turenne și Condé au fost la fel supuse suveranului lor.